# Kodeks 0171
Kodeks 0171 (według numeracji Gregory-Aland), ε 07 (von Soden) – wczesny grecki rękopis Nowego Testamentu, spisany w formie kodeksu na pergaminie. Paleograficznie datowany jest na III lub IV wiek. Zachowały się trzy niewielkie fragmenty Ewangelii Mateusza i Ewangelii Łukasza, które są przechowywane w dwóch miejscach: we Florencji i Berlinie. Pomimo iż przetrwały niewielkie partie kodeksu, brakuje w nich trzech wierszy ewangelicznych. Tekst rękopisu ma charakter parafrazy, jest cytowany w krytycznych wydaniach greckiego Nowego Testamentu.

## Opis
Z rękopisu zachowały się fragmenty dwóch kart z tekstem Ewangelii Mateusza (10,17-23.25-32) oraz Ewangelii Łukasza (22,44-50.52-56.61.63-64). Karta florencka z tekstem Łukasza zachowała się w dwóch fragmentach, które są oznaczane symbolami a i b. Karta berlińska z tekstem Mateusza zachowała się w jednym fragmencie, stała się znana dla świata naukowego później niż florencka i dlatego oznakowana została symbolem c. Oryginalne karty kodeksu miały rozmiary 15 na 11 cm (największy z fragmentów – 5,7 na 9,2 cm). Tekst pisany jest w dwóch kolumnach na stronę, 24 linijek w kolumnie. Prawdopodobnie sporządzony został przez profesjonalnego skrybę.
Nomina sacra pisane są skrótami: ΚΣ (dla Κυριος), ΙΗΣ (Ιησους); ανθρωπος, zwykle skracany przez inne rękopisy, tutaj pisany jest w pełnej formie.
Tekst rękopisu był poprawiany przez późniejszego korektora, poprawione warianty zostały nadpisane interlinearnie.

## Tekst
Grecki tekst rękopisu jest zgodny z zachodnią tradycją tekstualną. Kurt Aland określił go jako "parafrazowany", uznał go za prekursora Kodeksu Bezy i zaklasyfikował do kategorii IV. Bliski jest zwłaszcza Kodeksowi Bezy. Lagrange ocenił, że jest ważnym świadkiem obecności tekstu zachodniego w Egipcie.
Jest to najstarszy rękopis zawierający tekst Łk 22,43-44 (krwawy pot Jezusa). Kodeks nie zawiera wierszy Łk 22,51 oraz Łk 22,62. Pierwszy sporządzający go skryba pominął na dole strony tekst Mt 10,33, został on później dodany u góry, mniejszymi literami, przez mniej staranną rękę.
Niektóre warianty
Mt 10,17 – εν ταις συναγωγαις αυτων ] εις τας συναγωγαις αυτων
Mt 10,23 – ετεραν ] αλλην
Mt 10,25 – επεκαλεσαν ] εκαλεσαν
Łk 22, 47 – οχλος ] οχλος δε
Łk 22,47 – λεγομενος Ιουδας ] καλουμενος Ιουδας Ισκαριωθ
Łk 22,49 – εσομενον ] γενομενον
Łk 22,49 – ειπαν ] ειπαν αυτω.

## Historia
Kodeks powstał w czasach, gdy pergamin był rzadko stosowany jako materiał piśmienny, dominował papirus. Na ogół uważa się, że powstał w Egipcie, Colin Henderson Roberts był jednak zdania, że mógł powstać w innym miejscu i został przywieziony do Egiptu, ponieważ pisany jest na pergaminie w Egipcie dominował papirus.
Rękopis znaleziony został w Hermopolis, w Egipcie, w latach 1903-1905. Tekst fragmentu berlińskiego (Ewangelia Mateusza) opublikował Ermenegildo Pistelli w 1912 roku. Jednak jeden dolny fragment karty nie został odczytany i nie został opublikowany w editio princeps. W 1913 Pistelli wydał tekst obu fragmentów.
Fragment berliński po raz pierwszy opisał Hermann von Soden w 1913, w Addenda do swego czterotomowego dzieła Die Schriften des Neuen Testaments. Wciągnął go na swoją listę rękopisów Nowego Testamentu i oznakował symbolem ε 07.
Ernst von Dobschütz umieścił fragment florencki na liście rękopisów Nowego Testamentu, w grupie kodeksów uncjalnych, nadając mu numer 0171.
Początkowo rękopis był datowany na IV wiek; tak sądził wydawca kodeksu. Kurt Treu datował kodeks na ok. 300 rok. Za taką datacją opowiadał się Aland. Obecnie (2012) datowany jest przez INTF na IV wiek. Według Philipa Comforta, paleografa zajmującego się wczesnymi rękopisami Nowego Testamentu, kształt liter sytuuje kodeks pomiędzy biblijną uncjałą III wieku a uncjałą Kodeksu Synajskiego i Watykańskiego. Autor ten datuje rękopis na koniec III lub początek IV wieku.
Neville Birdsall dokonał nowej rekonstrukcji fragmentu z Florencji, szczególną uwagę poświęcając stronie recto. Mario Naldini opublikował fotograficzne facsimile kodeksu w roku 1965; Guglielmo Cavallo uczynił to samo w 1998.
Fragment Łukasza przechowywany jest we Florencji, fragment Mateusza w Berlinie. Początkowo były traktowane jako odrębne rękopisy. Kurt Treu wykazał, że pochodzą z tego samego rękopisu.
Zachowane fragmenty rękopisu przechowywane są w Biblioteka Laurenziana (PSI 2. 124) we Florencji, oraz w Staatliche Museen zu Berlin (P. 11863) w Berlinie.
Cytowany jest w krytycznych wydaniach greckiego Nowego Testamentu. W NA27 zaliczony został do grupy rękopisów cytowanych w pierwszej kolejności.